# Stian Solberg
Pour les articles homonymes, voir Solberg.
Stian Solberg (né le 29 décembre 2005 à Oslo en Norvège) est un joueur professionnel norvégien de hockey sur glace. Il évolue au poste de défenseur.

## Biographie

### Carrière en club
Formé au Hasle-Løren IL, Solberg rejoint les équipes de jeunes du Vålerenga ishockey et commence sa carrière sénior avec l'équipe première en 2021-2022 dans l'EliteHockey Ligaen. En 2024, il signe au Färjestad BK dans la SHL. Il est choisi au 1er tour, en 23e position par les Ducks d'Anaheim lors du repêchage d'entrée dans la LNH 2024.

### Carrière internationale
Il représente la Norvège au niveau international. Il prend part aux sélections jeunes.

## Statistiques

### En club
| Saison    | Équipe             | Ligue              |    | Saison régulière | Saison régulière | Saison régulière | Saison régulière | Saison régulière |   | Séries éliminatoires | Séries éliminatoires | Séries éliminatoires | Séries éliminatoires | Séries éliminatoires |
| Saison    | Équipe             | Ligue              | PJ | B                | A                | Pts              | Pun              | PJ               | B | A                    | Pts                  | Pun                  |                      |                      |
| 2021-2022 | Vålerenga ishockey | EliteHockey Ligaen | 11 | 0                | 1                | 1                | 2                | -                | - | -                    | -                    | -                    |                      |                      |
| 2022-2023 | Vålerenga ishockey | EliteHockey Ligaen | 18 | 1                | 3                | 4                | 10               | -                | - | -                    | -                    | -                    |                      |                      |
| 2023-2024 | Vålerenga ishockey | EliteHockey Ligaen | 42 | 5                | 10               | 15               | 47               | 17               | 2 | 7                    | 9                    | 35                   |                      |                      |